# Denise Cojuangco
Denise Cojuango (1 augustus 1961) is een Filipijns ruiter.
Cojuango nam tweemaal deel aan de Olympische zomerspelen op het onderdeel springen, zowel in 1992 in Barcelona als in 1996 in Atlanta.
Cojuango werd geboren als Denise Yabut, en trouwde met Antonio Cojuangco.